# Maria Diana
Maria Diana (Bari, 21 novembre 1985) è una lottatrice italiana tesserata per il Gruppo Sportivo Fiamme Oro.

## Biografia
Alta 170 cm, lotta prevalentemente nella categoria 63 kg e saltuariamente nella categoria sotto i 67 kg.
Il 2 febbraio del 2008 ha vinto gli assoluti laureandosi campionessa italiana nella categoria 63 kg bissando così il successo dell'anno precedente.

## Palmarès
- Giochi del Mediterraneo

Mersin 2013: argento nei 63 kg.